# Barbulifer ceuthoecus
Barbulifer ceuthoecus es una especie de pez de la familia de los Gobiidae en el orden de los Perciformes.

## Morfología
Los machos pueden llegar a alcanzar los 3 cm de longitud total.

## Hábitat
Es un pez de mar y de clima tropical y asociado a los arrecifes de coral que vive hasta los 5 m de profundidad. 

## Distribución geográfica
Se encuentra en el Atlántico occidental: desde el sur de Florida (los Estados Unidos) y Bahamas hasta Santa Catarina (el Brasil ).

## Observaciones
Es inofensivo para los humanos. 